# Ranunkelsippa
Ranunkelsippa (Anemone palmata) är en ranunkelväxtart som beskrevs av Carl von Linné. Ranunkelsippan ingår i släktet sippor, och familjen ranunkelväxter. Inga underarter finns listade i Catalogue of Life.

## Bildgalleri

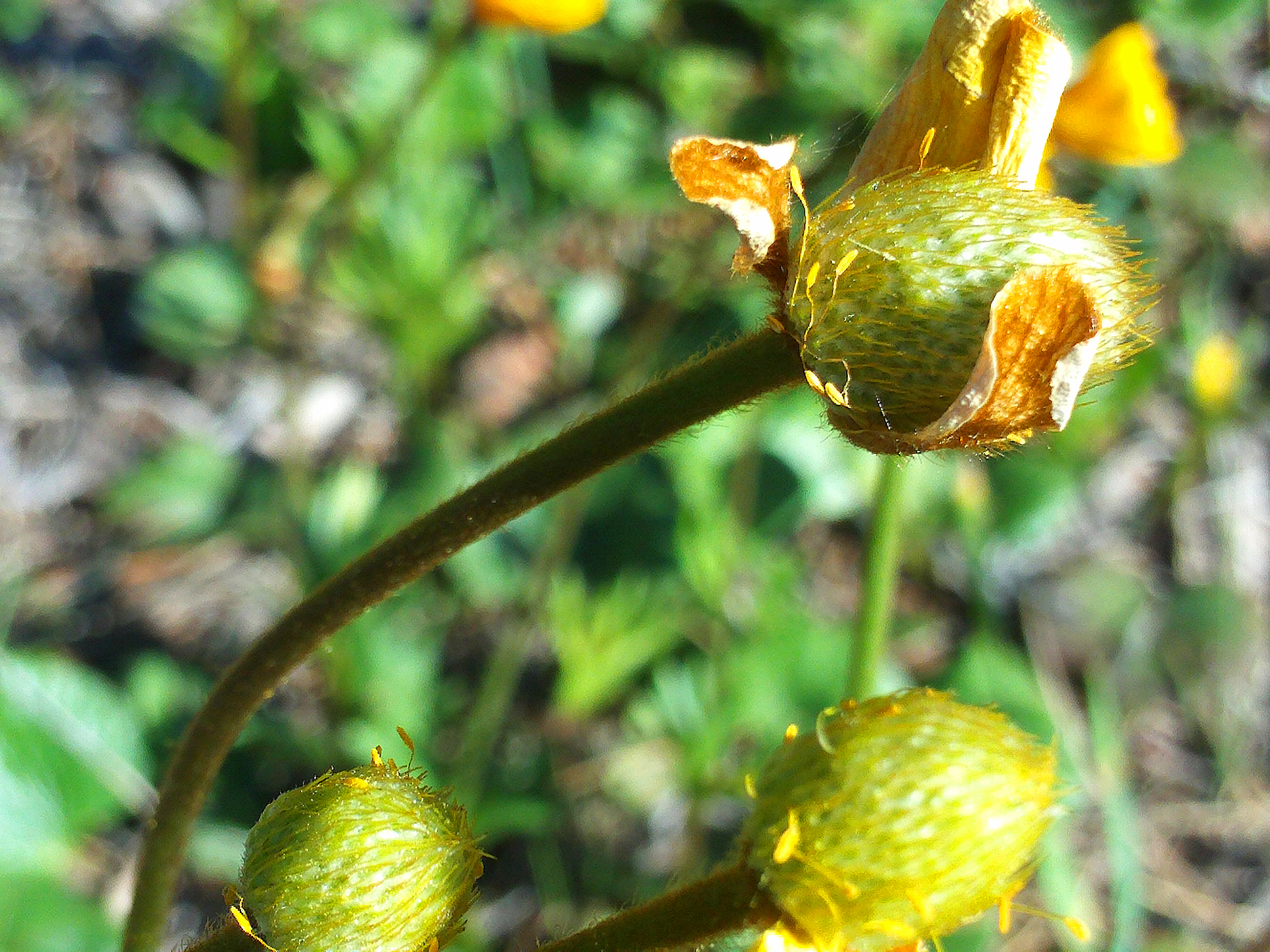
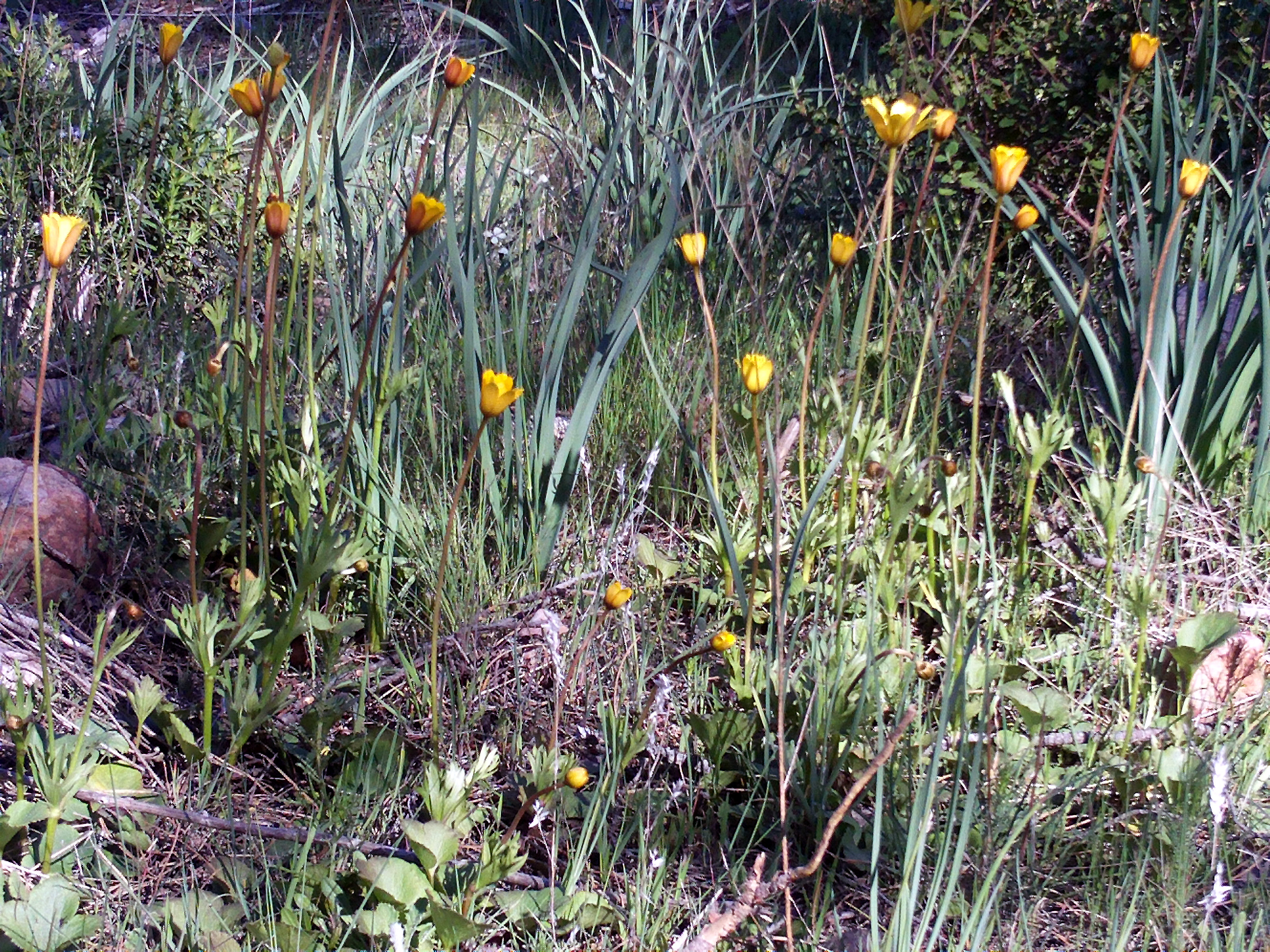
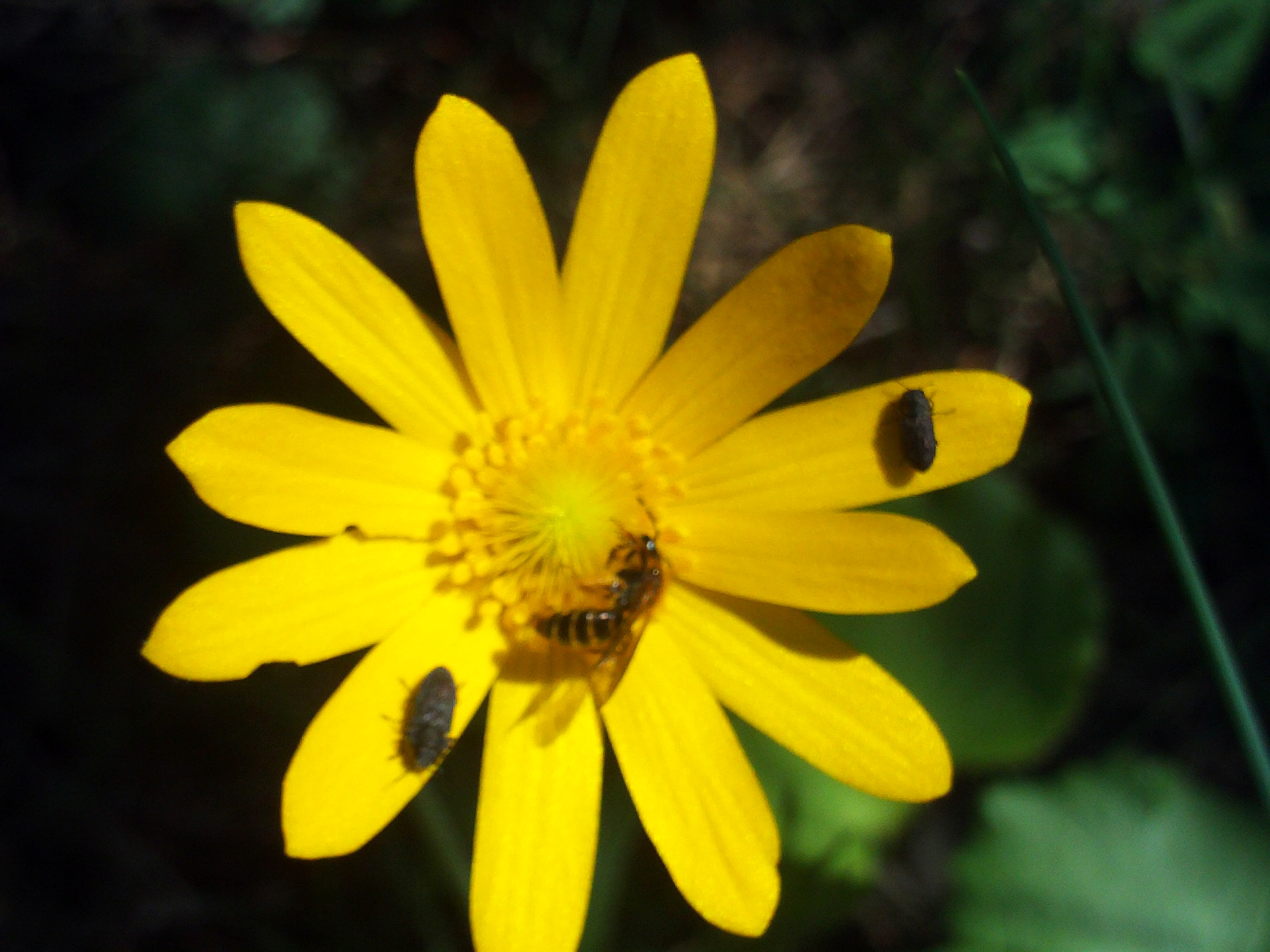
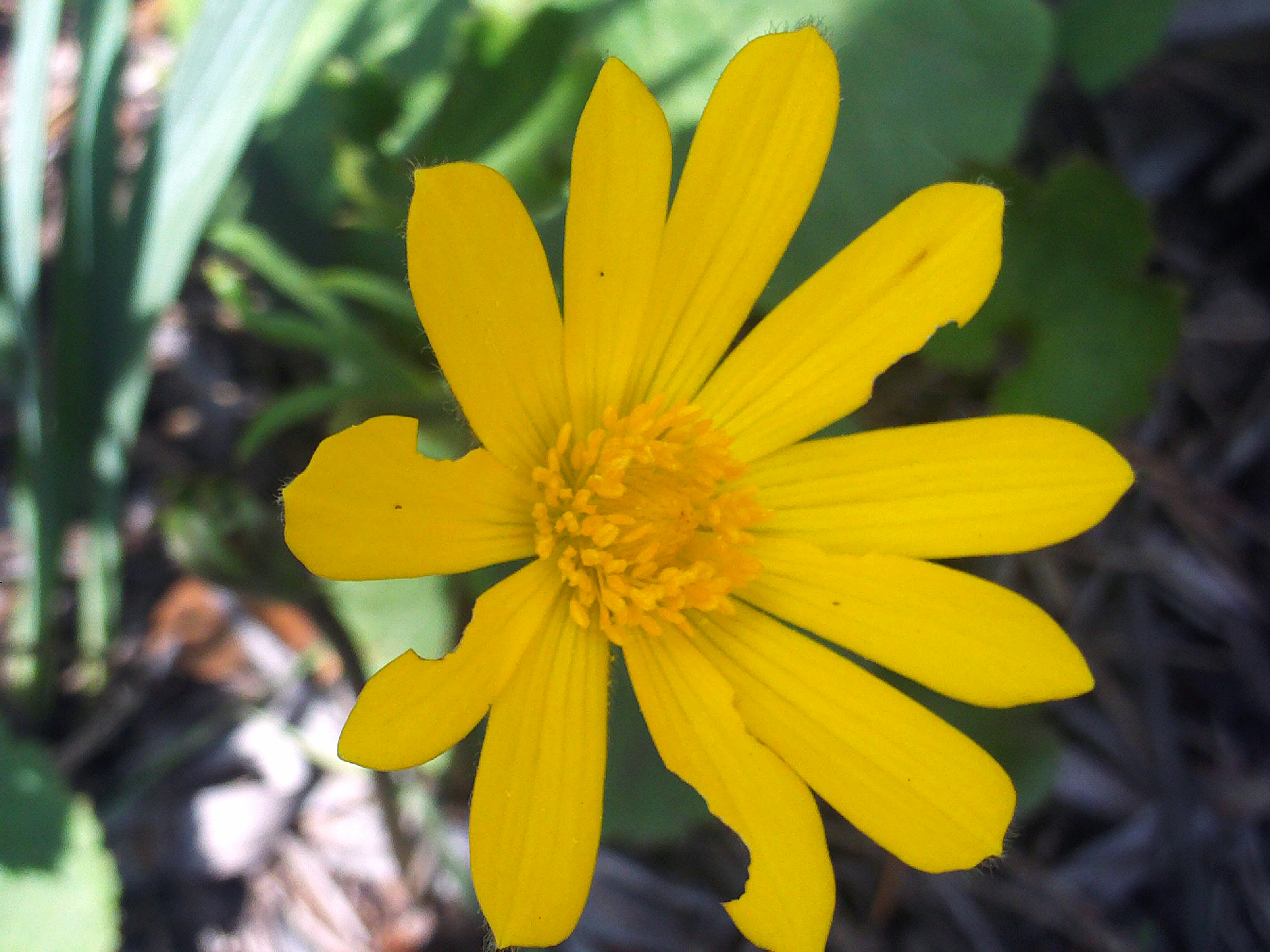
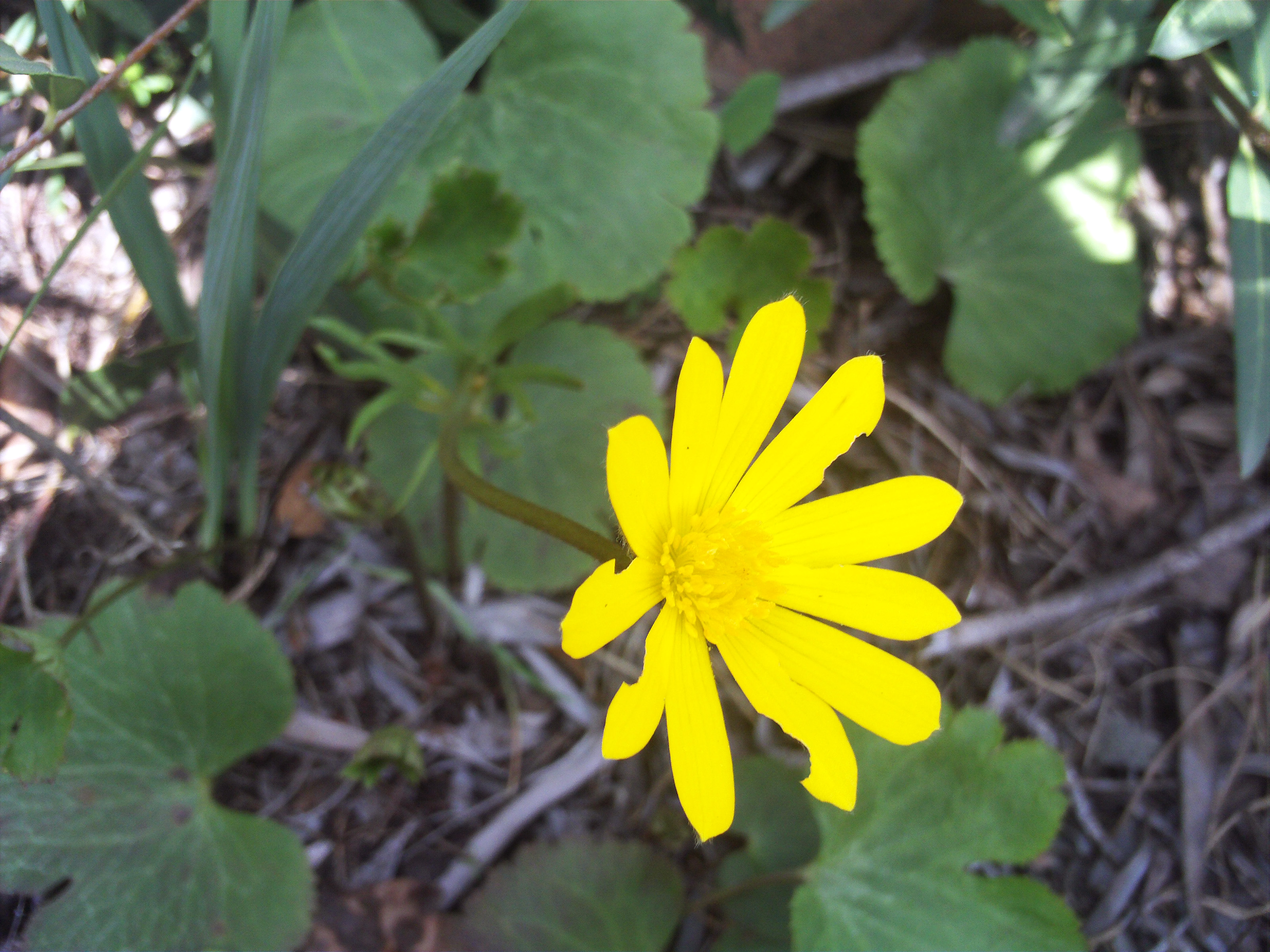
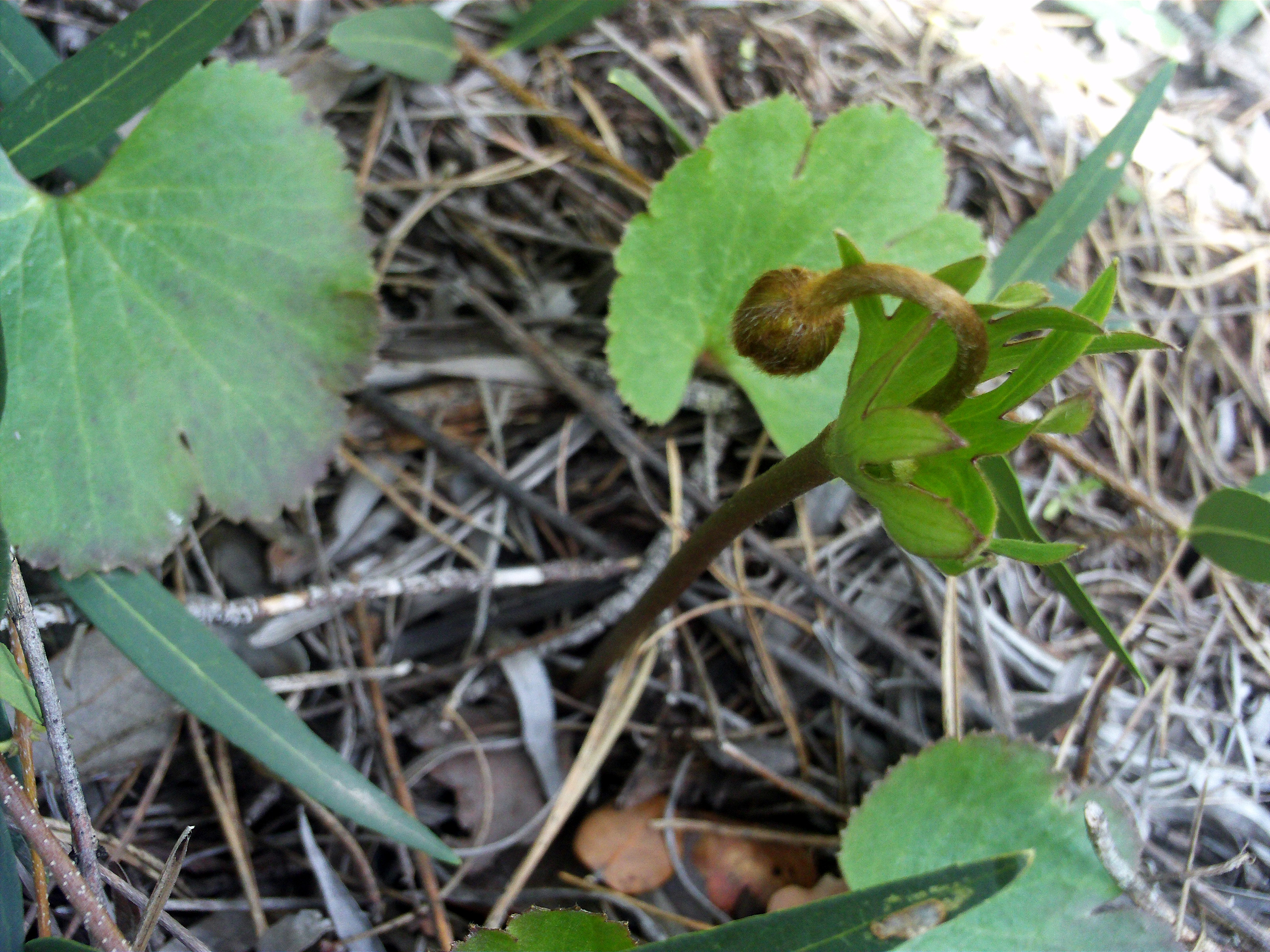